# Стэнжак, Эд
Эдмунд Э. «Эд» Стэнжак (англ. Edmund A. "Ed" Stanczak; 15 августа 1921, Форт-Уэйн, штат Индиана, США — 30 мая 2004, Хидалго, штат Техас, США) — американский профессиональный баскетболист, завершивший карьеру. Чемпион НБЛ в сезоне 1948/1949 годов.

## Ранние годы
Эд Стэнжак родился 15 августа 1921 года в городе Форт-Уэйн (штат Индиана), учился там же в центральной школе, в которой играл за местную баскетбольную команду. Ко всему прочему он является одним из немногих баскетболистов того времени, который никогда не учился в университете, а сразу подписал контракт с профессиональной командой.

## Профессиональная карьера
Играл на позиции лёгкого форварда. В 1946 году Эд Стэнжак заключил соглашение с командой «Андерсон Даффи Пэкерс», выступавшей в Национальной баскетбольной лиге (НБЛ), Национальной баскетбольной ассоциации (НБА) и Национальной профессиональной баскетбольной лиге (НПБЛ). Позже выступал за команду «Бостон Селтикс» (НБА). Всего в НБЛ провёл 3 сезона, в НБА — два сезона, а в НПБЛ — всего три игры. В сезоне 1948/1949 годов Стэнжак, будучи одноклубником  Ральфа Джонсона, Фрэнка Брайана, Билла Клосса, Джона Харгиса и Хоуи Шульца, выиграл чемпионский титул в составе «Андерсон Даффи Пэкерс». Всего за карьеру в НБЛ Эд сыграл 163 игры, в которых набрал 1193 очка (в среднем 7,3 за игру). Всего за карьеру в НБА Стэнжак сыграл 76 игр, в которых набрал 581 очко (в среднем 7,6 за игру), сделал 36 подборов и 74 передачи. Помимо этого Эд Стэнжак в составе «Даффи Пэкерс» два раза участвовал во Всемирном профессиональном баскетбольном турнире, став его бронзовым призёром в 1948 году.

## Смерть
Во время Второй мировой войны служил в Военно-морских силах США на Тихоокеанском театре военных действий. Эд Стэнжак умер в воскресенье, 30 мая 2004 года, на 83-м году жизни в городе Хидалго (штат Техас).

## Статистика

### Статистика в НБА
| Сезон                                                                                    | Команда  | Регулярный сезон | Регулярный сезон | Регулярный сезон | Регулярный сезон | Регулярный сезон | Регулярный сезон | Регулярный сезон | Регулярный сезон | Регулярный сезон | Регулярный сезон | Регулярный сезон | Серия плей-офф | Серия плей-офф | Серия плей-офф | Серия плей-офф | Серия плей-офф | Серия плей-офф | Серия плей-офф | Серия плей-офф | Серия плей-офф | Серия плей-офф | Серия плей-офф |
| Сезон                                                                                    | Команда  | GP               | GS               | MPG              | FG%              | 3P%              | FT%              | RPG              | APG              | SPG              | BPG              | PPG              | GP             | GS             | MPG            | FG%            | 3P%            | FT%            | RPG            | APG            | SPG            | BPG            | PPG            |
| ---------------------------------------------------------------------------------------- | -------- | ---------------- | ---------------- | ---------------- | ---------------- | ---------------- | ---------------- | ---------------- | ---------------- | ---------------- | ---------------- | ---------------- | -------------- | -------------- | -------------- | -------------- | -------------- | -------------- | -------------- | -------------- | -------------- | -------------- | -------------- |
| 1949/50                                                                                  | Андерсон | 57               |                  |                  | 34,9             |                  | 75,2             |                  | 1,2              |                  |                  | 9,1              | 8              |                |                | 29,2           |                | 76,7           |                | 1,3            |                |                | 6,4            |
| 1950/51                                                                                  | Бостон   | 19               |                  |                  | 24,0             |                  | 80,0             | 1,9              | 0,4              |                  |                  | 3,2              | Не участвовал  | Не участвовал  | Не участвовал  | Не участвовал  | Не участвовал  | Не участвовал  | Не участвовал  | Не участвовал  | Не участвовал  | Не участвовал  | Не участвовал  |
|                                                                                          | Всего    | 76               |                  |                  | 33,8             |                  | 75,9             | 1,9              | 1,0              |                  |                  | 7,6              | 8              |                |                | 29,2           |                | 76,7           |                | 1,3            |                |                | 6,4            |
| Наведите курсор мыши на аббревиатуры в заголовке таблицы, чтобы прочесть их расшифровку. |          |                  |                  |                  |                  |                  |                  |                  |                  |                  |                  |                  |                |                |                |                |                |                |                |                |                |                |                |